# جورج دبليو. غريس
جورج دبليو. غريس (بالإنجليزية: George W. Grace)‏ هو لغوي أمريكي، ولد في 8 سبتمبر 1921، وتوفي في 17 يناير 2015.